# Tim Hunt
Richard Timothy Hunt, meglio noto come Tim Hunt (Neston, 19 febbraio 1943), è un biochimico britannico, premio Nobel per la medicina insieme a Paul Nurse e Leland H. Hartwell per le loro scoperte sulle molecole proteiche che controllano la divisione delle cellule. Mentre studiava le uova di riccio di mare fecondate nei primi anni '80, Hunt scoprì la ciclina, una proteina che si aggrega ciclicamente e si esaurisce durante i cicli di divisione cellulare.

## Biografia
Hunt è nato nel febbraio 1943 a Neston, Cheshire, da Richard William Hunt, docente di paleografia a Liverpool, e Kit Rowland, figlia di un commerciante di legname. Nel 1945 la famiglia si trasferì a Oxford. All'età di otto anni, Hunt fu accettato nel Dragon School, dove ha sviluppato per la prima volta un interesse per la biologia grazie al suo insegnante di tedesco, Gerd Sommerhoff. Quando aveva quattordici anni, si trasferì alla Magdalen College School di Oxford, dove i premi scientifici ora portano il suo nome, interessandosi ancora di più alla scienza e studiando materie come chimica e zoologia.
Nel 1961 fu ammesso al Clare College di Cambridge per studiare Scienze Naturali, laureandosi nel 1964 e iniziando subito a lavorare presso il Dipartimento di Biochimica dell'università sotto Asher Korner. Lì, ha lavorato con scienziati come Louis Reichardt e Tony Hunter. Un discorso del 1965 di Vernon Ingram lo interessò alla sintesi dell'emoglobina, e in una conferenza greca nel 1966 sull'argomento, convinse l'ematologo e genetista Irving London a permettergli di lavorare nel suo laboratorio all'Albert Einstein College of Medicine a New York, soggiornando da luglio a ottobre 1966. Il suo dottorato di ricerca è stato supervisionato da Asher Korner  e si è concentrato sulla sintesi dell'emoglobina nei reticolociti di coniglio intatti (globuli rossi immaturi), ed è stato premiato nel 1968.

## Vita privata
Hunt è sposato con l'immunologa Mary Collins, che è rettore dell'Okinawa Institute of Science and Technology in Giappone. La coppia ha due figlie.